# Parco Ruffini
Il Parco Ruffini (comunemente anche noto come Valentino Nuovo) è il sedicesimo parco in ordine di grandezza della città di Torino. Si estende per una grandezza di circa 130.000 metri quadri, nel quartiere Pozzo Strada.

## Storia

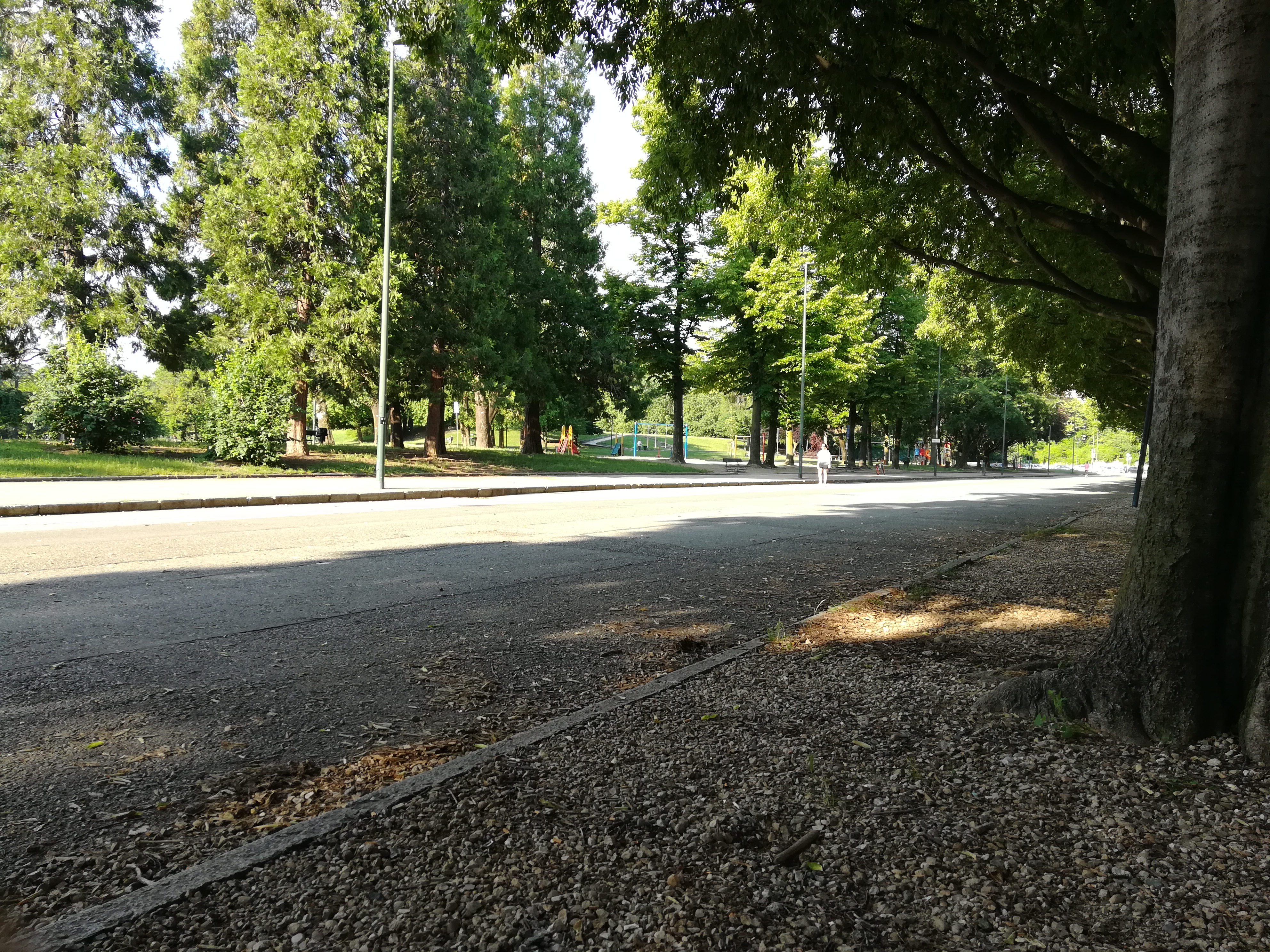
viale Luigi Maria d'Albertis

Il parco viene progettato negli anni venti del Novecento e inaugurato il 31 dicembre 1925 con il nome di Parco Gerolamo Napoleone Bonaparte, in risposta al bisogno di uno spazio a disposizione dell'intera collettività dove fosse stato possibile passeggiare in mezzo alla natura: la città si stava infatti espandendo in quella direzione, complice soprattutto l'intensa industrializzazione di Borgo San Paolo e dintorni (su tutti il fenomeno Lancia e Viberti), con il suo seguito di bòite, laboratori e officine, e conseguenti case, scuole, servizi.
Il desiderio di creare un nuovo Valentino per la periferia si concretizza acquisendo cascine e terreni di una famiglia originaria di Como, i Galiziano. Tra le due guerre mondiali comincia la vocazione sportiva del parco: vengono costruiti una piscina e uno stadio (oggi intitolato a Primo Nebiolo).
Durante la guerra sotto lo stadio venne costruito un rifugio antiaereo.
Nel secondo dopoguerra il parco viene intitolato al giurista, ex ministro e professore universitario Francesco Ruffini, che, durante il ventennio fascista, non prestò giuramento al regime fascista e si rifiutò di insegnare nello spirito e secondo le direttive del fascismo.
Nel 1961 viene costruito, nell'ambito dei festeggiamenti di Italia '61, il Palazzetto dello sport, che richiama le strutture del PalaLottomatica di Roma (l'architetto Annibale Vitellozzi collaborò infatti anche al Palazzetto romano insieme a Pierluigi Nervi).
Il Palaruffini diventa negli anni il punto di riferimento dello sport torinese e testimone delle grandi squadre torinesi degli anni ottanta nel basket e pallavolo, nonché sede principale dei concerti rock al coperto.
Il parco viene progressivamente chiuso al traffico veicolare negli ultimi 40 anni e si arricchisce di ulteriori impianti sportivi aperti al pubblico; è consentito l'accesso ai cani solo al guinzaglio, ma sono presenti due aree cani recintate.
All'interno del parco sono inoltre presenti la scuola materna "Frida Kahlo" e la scuola elementare "Riccardo Dal Piaz".
Dai primi anni 2000 la fontana al centro del parco non è più funzionante, così come tutti gli impianti di irrigazione.

## Impianti sportivi e ricreativi
- Stadio Primo Nebiolo
- PalaRuffini "Gianni Asti"

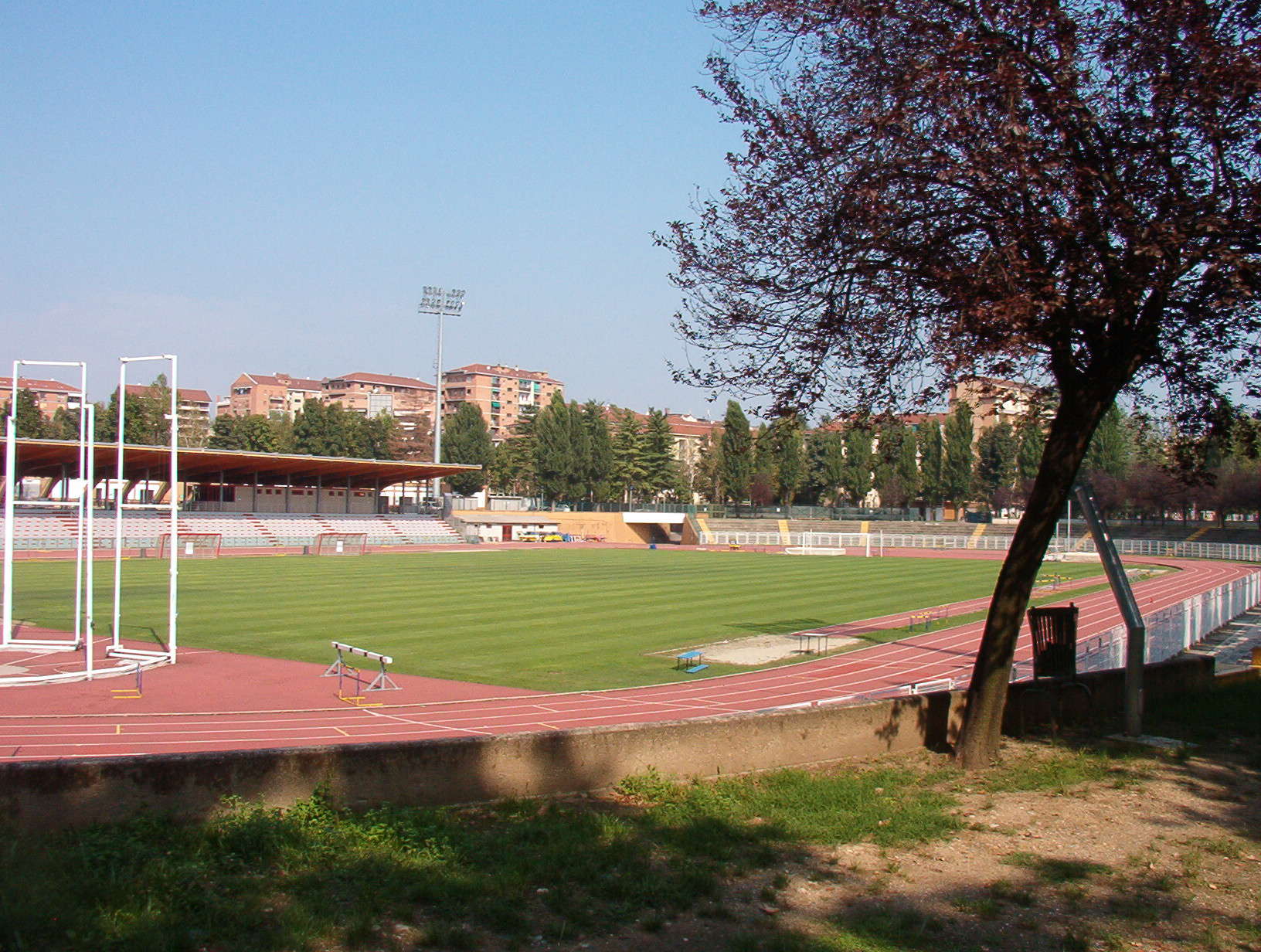
Lo Stadio Primo Nebiolo all'interno del parco

- 2 campi da tennis (ingresso libero)
- 1 campo pallacanestro (ingresso libero)
- 1 campo pallavolo (ingresso libero)
- 5 campi calcio a 5 (ingresso libero)
- 1 pista di pattinaggio (ingresso libero)
- 2 aree con attrezzi da ginnastica e altri attrezzi sparsi all'interno del parco (ingresso libero)
- 1 campo da minigolf (privato, accesso a pagamento, attualmente chiuso)
- 1 campo da tamburello (privato)
- 2 aree gioco bimbi (ingresso libero)

## Toponomastica
I viali interni al parco sono dedicati a geografi (Luigi Hugues) o ad esploratori e viaggiatori come Carlo Piaggia e Luigi Maria d'Albertis.